# Козлов, Иван Фёдорович (генерал-майор)
Ива́н Фёдорович Козло́в (24 января 1680 — 30 марта 1752) — русский генерал-майор. Был членом военной коллегии при Елизавете Петровне. С отличием участвовал в Великой Северной войне. Получил дворянство по службе. Отец генерал-рекетмейстера Козлова Ивана Ивановича.

## Военная служба
- 1703 — службу начал солдатом лейб-гвардии Семеновского полка, на третий год после начала войны России со Швецией, во время которой участвовал при взятии города Капиц, при строении Петербурга.
- 1706 — участвовал при взятии Нарвы; при атаке Гродны.
- 1708 — принимал участие в сражениях при Головчине и под Лесным, а также при взятии Штетина.
- 1709 — участвовал в битве под Полтавой.
- 1711 — участвовал в Прутском походе.
- 1722 — в чине капитан-поручика гвардии, был определен прокурором Адмиралтейств-коллегии.
- 1728 — заведовал Казанским адмиралтейством.
- 1729 — составил, по поручению Верховного Тайного Совета, карту заповедных лесов Казанской губернии.
- 1731 — заведывал петербургской корабельной командой.
- с 1733 по 1736 — президент генеральной счетной комиссии.
- 1740 — произведен в генерал-майоры и назначен членом Военной коллегии.